# 472 (szám)
A 472 (római számmal: CDLXXII) egy természetes szám.

## A szám a matematikában
A tízes számrendszerbeli 472-es a kettes számrendszerben 111011000, a nyolcas számrendszerben 730, a tizenhatos számrendszerben 1D8 alakban írható fel.
A 472 páros szám, összetett szám, kanonikus alakban a 23 · 591 szorzattal, normálalakban a 4,72 · 102 szorzattal írható fel. Nyolc osztója van a természetes számok halmazán, ezek növekvő sorrendben: 1, 2, 4, 8, 59, 118, 236 és 472.
Érinthetetlen szám: nem áll elő pozitív egész számok valódiosztóösszeg-függvényeként.
A 472 négyzete 222 784, köbe 105 154 048, négyzetgyöke 21,72556, köbgyöke 7,78599, reciproka 0,0021186. A 472 egység sugarú kör kerülete 2965,66346 egység, területe 699 896,57774 területegység; a 472 egység sugarú gömb térfogata 440 468 246,3 térfogategység.